# Efferia setigera
Efferia setigera är en tvåvingeart som beskrevs av Wilcox 1966. Efferia setigera ingår i släktet Efferia och familjen rovflugor. Inga underarter finns listade i Catalogue of Life.